# Нипоан
Нипоан (порт. Nipoã)  —  муниципалитет в Бразилии, входит в штат Сан-Паулу. Составная часть мезорегиона Сан-Жозе-ду-Риу-Прету. Входит в экономико-статистический микрорегион Ньяндеара. Население составляет 3 615 человек на 2006 год. Занимает площадь 137,609 км². Плотность населения — 26,2 чел./км².

## История
Город основан 8 сентября 1904 года.

## Статистика
- Валовой внутренний продукт на 2003 составляет 39.996.413,00 реалов (данные: Бразильский институт географии и статистики).
- Валовой внутренний продукт на душу населения на 2003 составляет 11.576,39 реалов (данные: Бразильский институт географии и статистики).
- Индекс развития человеческого потенциала на 2000 составляет 0,775 (данные: Программа развития ООН).